# Darko Bratina
Darko Bratina, slovenski sociolog, politik in filmski kritik, * 30. marec 1942, Gorica, Italija, † 23. september 1997, Obernai, Francija.

## Življenje in izobrazba
Rodil se je v slovenski družini med drugo svetovno vojno, ko fašistični zakoni niso dovolili, da bi bil krščen s slovenskim imenom Božidar, zato je bilo njegovo uradno ime Diodato. Za sorodnike in predvsem zanj osebno pa je veljalo ime, ki so ga hoteli starši, zato je bil povsod (celo v italijanskem senatu) znan le kot Darko. 
Osnovno in srednjo šolo je obiskoval v slovenskem jeziku, a maturiral je na italijanskem znanstvenem liceju leta 1961. Nato se je usmeril v študij inženirstva, a se je že leta 1962 premislil in se vpisal na takrat še nepriznano univerzo za sociološke vede v Trentu. Tu je spoznal bodočo ženo Carmen Donini, s katero je imel troje otrok. Diplomiral je leta 1968 s tezo o narodnih manjšinah. Zaposlil se je kot docent sociologije na FIAT-ovi šoli za poslovno usposabljanje v Turinu, kjer je ostal do leta 1974. Nato se je zaposlil na Univerzi v Trstu kot predavatelj gospodarske sociologije bodisi v Trstu kot v Gorici. Vedno bolj se je poglabljal v sociološke raziskave, kar ga je dovedlo v politično udejstvovanje.
Umrl je za srčno kapjo v Strasbourgu, natančneje v vasici Obernai, med opoldanskim premorom zasedanja Evropskega sveta, v okviru katerega je še tisto jutro nastopil kot govornik.

## Sociolog in raziskovalec
Že Bratinova diplomska teza je začrtala njegovo bodočo znanstvenoraziskovalno pot, ki ga je kasneje vodila v pomembno vlogo javnega delavca med slovensko manjšino v Italiji. Raziskave o gospodarskem in kulturnem razvoju Slovencev v Italiji so se prepletale s tistimi o organizaciji dela, razvoju podjetij, strategijah ekonomskega razvoja, ki jih je opravljal za univerzo. Med drugim je tudi prevedel iz angleščine delo Sociology of Film kanadskega sociologa Jarvie-ja. To delo ga je postavilo v tesne stike s Slovenskim raziskovalnim inštitutom v Trstu (SLORI), kjer je leta 1982 postal direktor. Pridružil se je tudi Slovenski kulturno-gospodarski zvezi, kjer je bil izvoljen za člana glavnega odbora. 

## Politik
Bratina je stopil v politiko leta 1984, ko je kandidiral za Evropski parlament. Nastopil je kot samostojni kandidat v listi Italijanske komunistične partije s podporo liste Slovenske skupnosti. Čeprav ni bil izvoljen, je bila njegova kandidatura zelo uspešna, saj je pobral visoko število preferenčnih glasov v deželi. Leta 1991 se je vpisal v Demokratično stranko levice in že naslednje leto je bil izvoljen v italijanski senat, čeprav brez podpore Slovenske skupnosti. S tem je postal prvi italijanski parlamentarec slovenskega rodu na Goriškem po drugi svetovni vojni. Kot senator je bil izvoljen še dvakrat, leta 1994 na listi progresistov in leta 1996 na listi Oljke.
Kot parlamentarec si je zadal nalogo, da pripravi predlog zaščitnega zakona za slovensko manjšino v Italiji in kot prvopodpisani je 4. avgusta 1995 ta predlog tudi vložil.
Bratina je predvsem gradil na meddržavnem sožitju Slovenije in Italije. Njegov je na primer predlog za ustvaritev transnacionalnega področja, ki bi obsegalo Gorico, Novo Gorico in Vrtojbo, v katerem bi bile postopno poenotene administracija in infrastrukture. V širšem političnem pogledu je bil mnenja, da se morajo čim prej pridružiti Evropski skupnosti vse države bivšega sovjetskega bloka.
Zadnja leta življenja je bil tudi član Evropskega sveta.
V italijanskem senatu ga je nasledil Mitja Volčič.

## Filmski kritik
Že med bivanjem v Turinu se je Bratina začel zanimati za filmsko umetnost. Organiziral je več filmskih festivalov, predvsem v Benečiji, na Trentinskem in v Furlaniji. V Gorici je ustanovil Kinoatelje, ki je slovensko-italijanska organizacija za medkulturne in čezmejne projekte na filmskem področju. Kot filmski kritik je pospeševal filmsko kulturo med zamejskimi Slovenci ter posredoval slovensko filmsko produkcijo širši italijanski javnosti. 